# Gare de Bordet
Pour les articles homonymes, voir Bordet.
La gare de Bordet est une gare ferroviaire belge de la ligne 26 de Schaerbeek à Hal, située sur le territoire de la commune d'Evere dans la région de Bruxelles-Capitale. À la jonction de l'avenue Jules Bordet et de la chaussée de Haecht, près de Haren.
Elle est mise en service en 1976 par la Société nationale des chemins de fer belges (SNCB).
C'est une halte voyageurs de la SNCB desservie par des trains InterCity (IC) et Suburbains (S).

## Situation ferroviaire
Établie en tranchée à 48 mètres d'altitude, la halte de Bordet est située au point kilométrique (PK) 5,500 de la ligne 26 de Schaerbeek à Hal, entre les gares de Haren et d'Evere.

## Histoire
La halte de Bordet est mise en service le 20 septembre 1976 par la Société nationale des chemins de fer belges (SNCB). Elle est établie au fond d'une profonde tranchée ce qui a nécessité d'installer des escaliers pour y accéder.
Début 2005, a lieu l'inauguration des nouveaux aménagements de la « gare de Bordet » configurée pour être une halte du futur Réseau express régional bruxellois (RER) prévu pour être opérationnel au plus tôt en 2012. Ces équipements comprennent notamment une passerelle.

## Service des voyageurs

### Accueil
Halte SNCB, c'est un point d'arrêt non gardé (PANG) à accès libre. Elle est équipée d'un automate pour l'achat de titres de transport. Établie en tranchée, la station est accessible par des rampes depuis les voies routières avoisinantes.

### Desserte

#### Semaine
Bordet est desservie, toutes les heures dans chaque sens, par un train InterCity (IC) et cinq Suburbains (S) sur les relations suivantes, : 
- IC-17 de Brussels-Airport-Zaventem à Dinant ;
- S19 de Brussels-Airport-Zaventem à Charleroi-Central ;
- S4 de Malines à Alost via Merode, Schuman et Jette ;
- S5 de Malines à Hal, Enghien ou Grammont via Schuman et Etterbeek (deux par heure) ;
- S7 de Vilvorde à Hal via Hofstade, Merode et Arcades ;
- S9 de Landen à Nivelles via Louvain, Schuman, Etterbeek et Braine-l’Alleud.

#### Week-endsetjours fériés
Bordet est desservie, toutes les heures dans chaque sens, par un train InterCity (IC) et un train Suburbain (S) sur les relations suivantes : 
- S19 de Louvain à Nivelles via Brussels-Airport-Zaventem ;
- S5 de Malines à Hal.

### Intermodalité
Le stationnement des véhicules est difficile à proximité. 
La gare est desservie par la ligne 55 du tramway de Bruxelles, par les lignes 21, 59, 64, 65, 69 et 80 des autobus de Bruxelles et par les lignes 270, 271, 272, 470, 471 et 620 du réseau De Lijn.

## Comptage voyageurs
Ce graphique et tableau montre le nombre de voyageurs embarquant en moyenne durant la semaine, le samedi et le dimanche.
| Nombre de passagers qui embarquent à la gare de Bordet | Nombre de passagers qui embarquent à la gare de Bordet | Nombre de passagers qui embarquent à la gare de Bordet | Nombre de passagers qui embarquent à la gare de Bordet |
|                                                        | Semaine                                                | Samedi                                                 | Dimanche                                               |
| ------------------------------------------------------ | ------------------------------------------------------ | ------------------------------------------------------ | ------------------------------------------------------ |
| 1977                                                   | 175                                                    | -                                                      | -                                                      |
| 1978                                                   | 263                                                    | -                                                      | -                                                      |
| 1979                                                   | 210                                                    | -                                                      | -                                                      |
| 1980                                                   | 201                                                    | -                                                      | -                                                      |
| 1981                                                   | 227                                                    | -                                                      | -                                                      |
| 1982                                                   | 186                                                    | -                                                      | -                                                      |
| 1983                                                   | 130                                                    | -                                                      | -                                                      |
| 1984                                                   | 81                                                     | -                                                      | -                                                      |
| 1985                                                   | 67                                                     | -                                                      | -                                                      |
| 1986                                                   | 78                                                     | -                                                      | -                                                      |
| 1987                                                   | 70                                                     | -                                                      | -                                                      |
| 1988                                                   | 94                                                     | -                                                      | -                                                      |
| 1989                                                   | 96                                                     | -                                                      | -                                                      |
| 1990                                                   | 95                                                     | -                                                      | -                                                      |
| 1991                                                   | 109                                                    | -                                                      | -                                                      |
| 1992                                                   | 144                                                    | -                                                      | -                                                      |
| 1993                                                   | 181                                                    | -                                                      | -                                                      |
| 1994                                                   | 251                                                    | -                                                      | -                                                      |
| 1995                                                   | 272                                                    | -                                                      | -                                                      |
| 1996                                                   | 352                                                    | -                                                      | -                                                      |
| 1997                                                   | 423                                                    | -                                                      | -                                                      |
| 1998                                                   | 403                                                    | -                                                      | -                                                      |
| 1999                                                   | 411                                                    | -                                                      | -                                                      |
| 2000                                                   | 569                                                    | -                                                      | -                                                      |
| 2001                                                   | 573                                                    | -                                                      | -                                                      |
| 2002                                                   | 476                                                    | -                                                      | -                                                      |
| 2003                                                   | 602                                                    | -                                                      | -                                                      |
| 2004                                                   | 715                                                    | -                                                      | -                                                      |
| 2005                                                   | 719                                                    | -                                                      | -                                                      |
| 2006                                                   | 786                                                    | -                                                      | -                                                      |
| 2007                                                   | 773                                                    | -                                                      | -                                                      |
| 2008                                                   | -                                                      | -                                                      | -                                                      |
| 2009                                                   | 794                                                    | -                                                      | -                                                      |
| 2010                                                   | -                                                      | -                                                      | -                                                      |
| 2011                                                   | -                                                      | -                                                      | -                                                      |
| 2012                                                   | 645                                                    | -                                                      | -                                                      |
| 2013                                                   | 672                                                    | -                                                      | -                                                      |
| 2014                                                   | 553                                                    | -                                                      | -                                                      |
| 2015                                                   | 556                                                    | -                                                      | -                                                      |
| 2016                                                   | 944                                                    | -                                                      | -                                                      |
| 2017                                                   | 1 300                                                  | -                                                      | -                                                      |
| 2018                                                   | 1 409                                                  | 127                                                    | 68                                                     |
| 2019                                                   | 1 633                                                  | 165                                                    | 126                                                    |
| 2020                                                   | 862                                                    | 152                                                    | 77                                                     |
| 2021                                                   | -                                                      | -                                                      | -                                                      |
| 2022                                                   | 1 484                                                  | 301                                                    | 221                                                    |
| 2023                                                   | 1 337                                                  | 231                                                    | 183                                                    |
| 2024                                                   | 1 754                                                  | 307                                                    | 272                                                    |

Installations de la halte et desserte
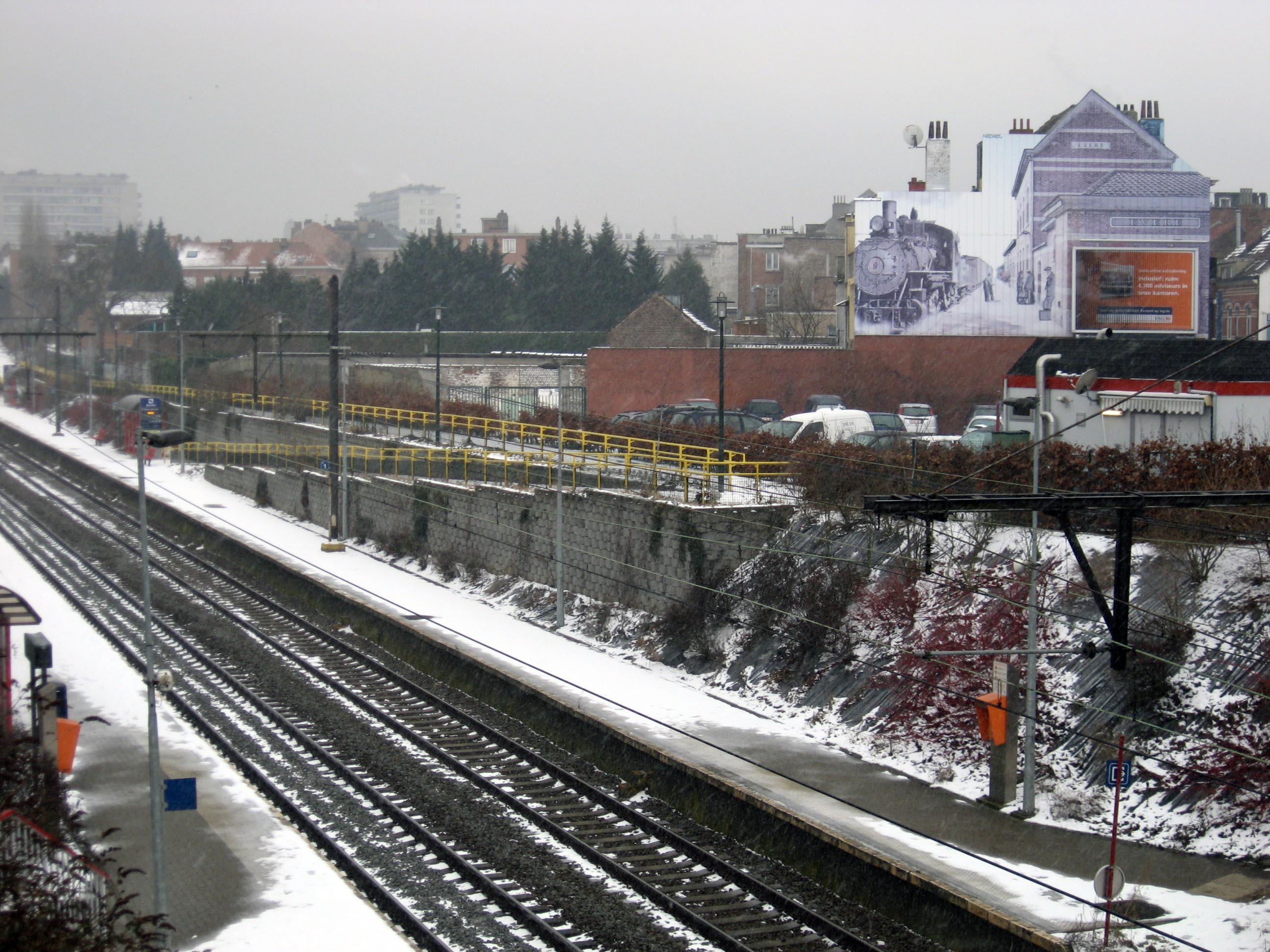
2010.
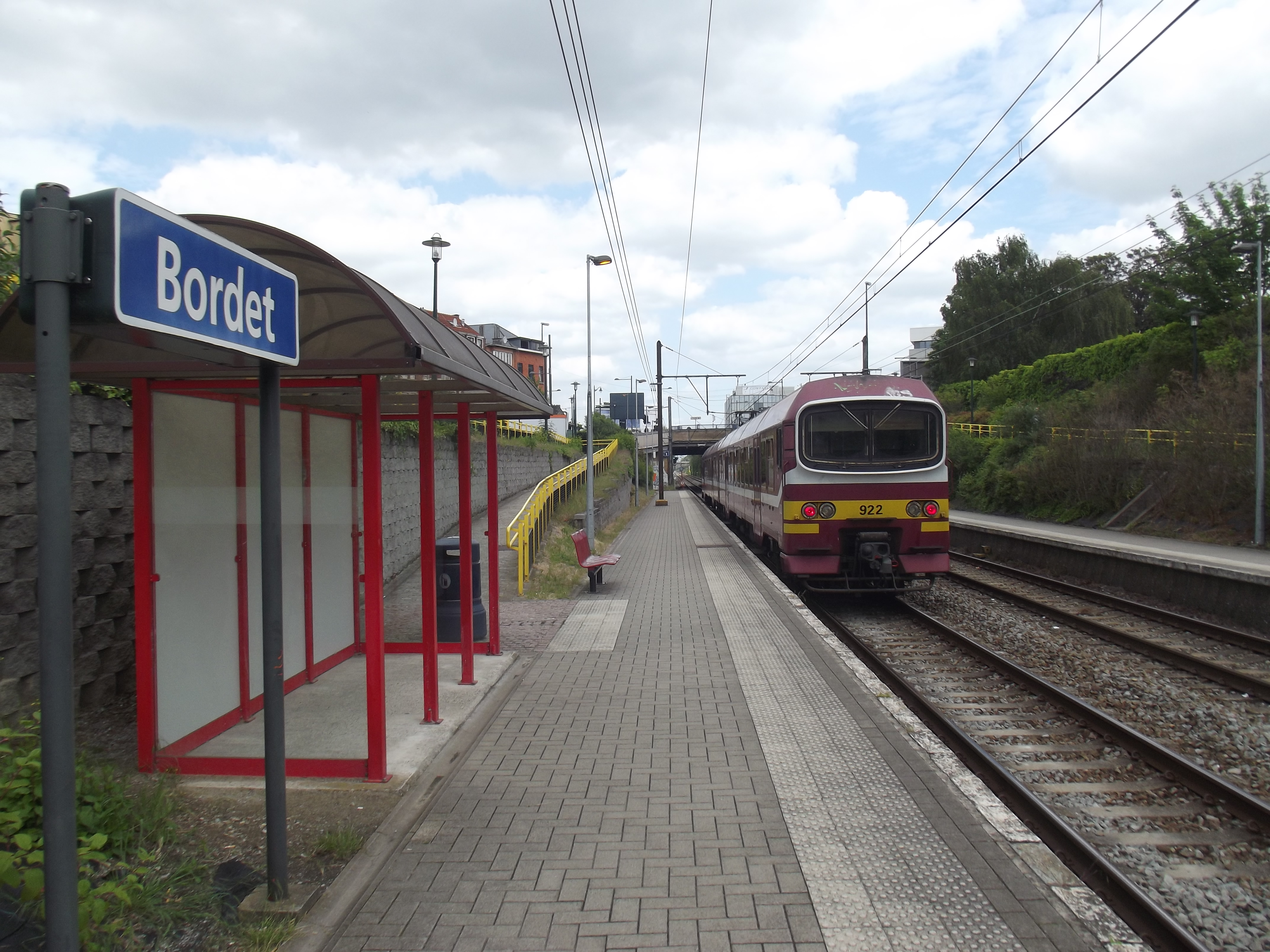
2015.
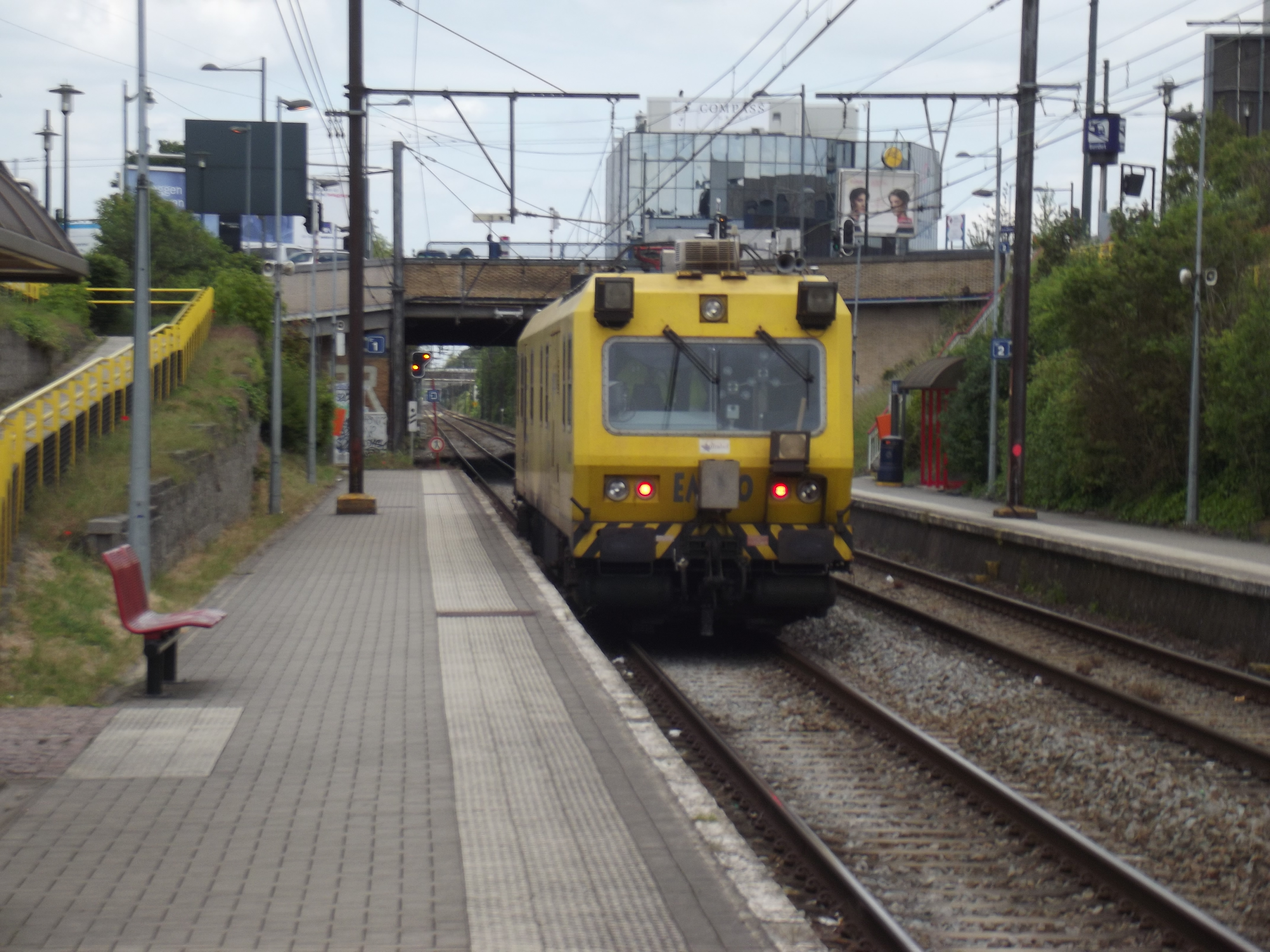
2015.
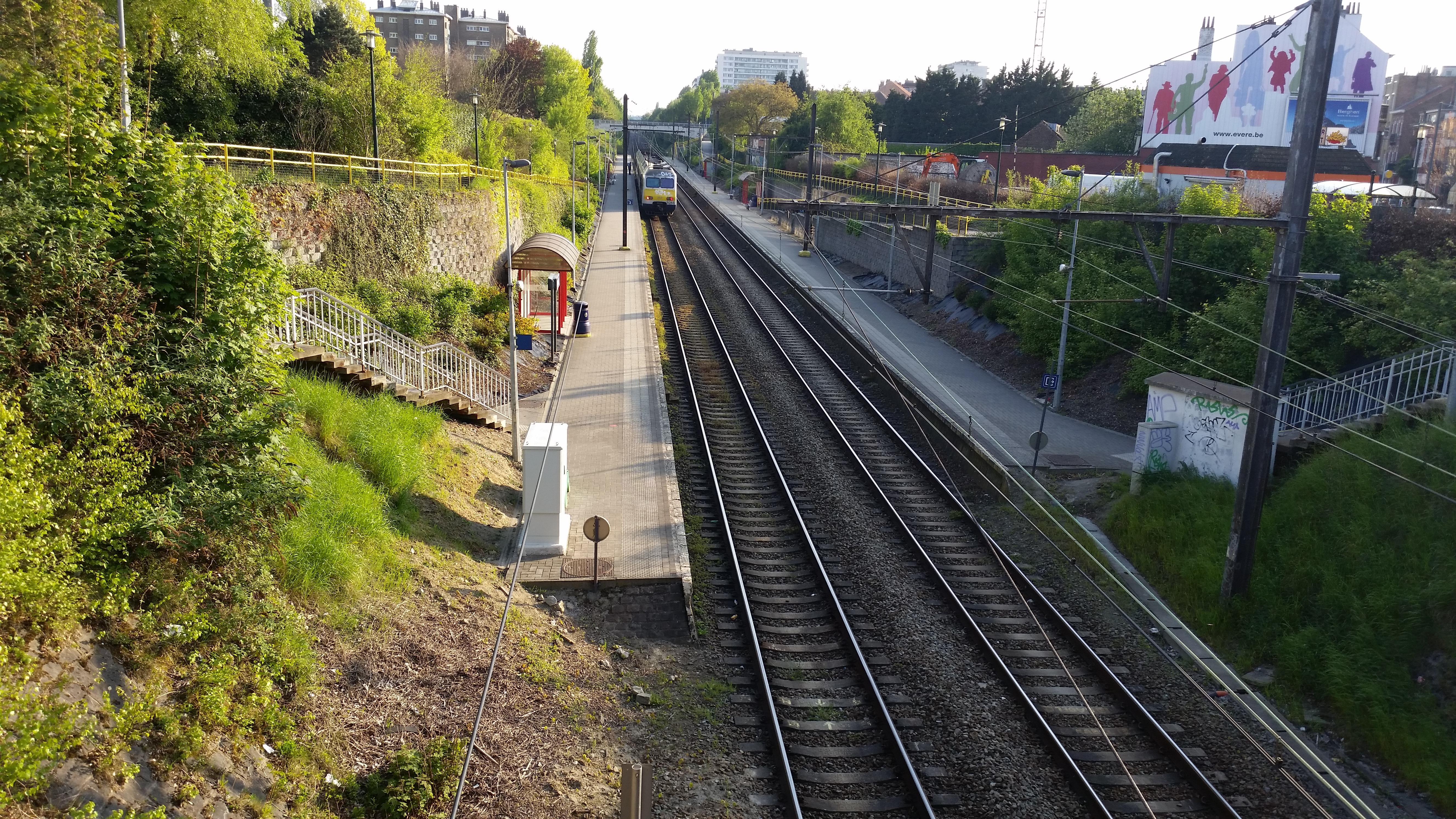
2017.
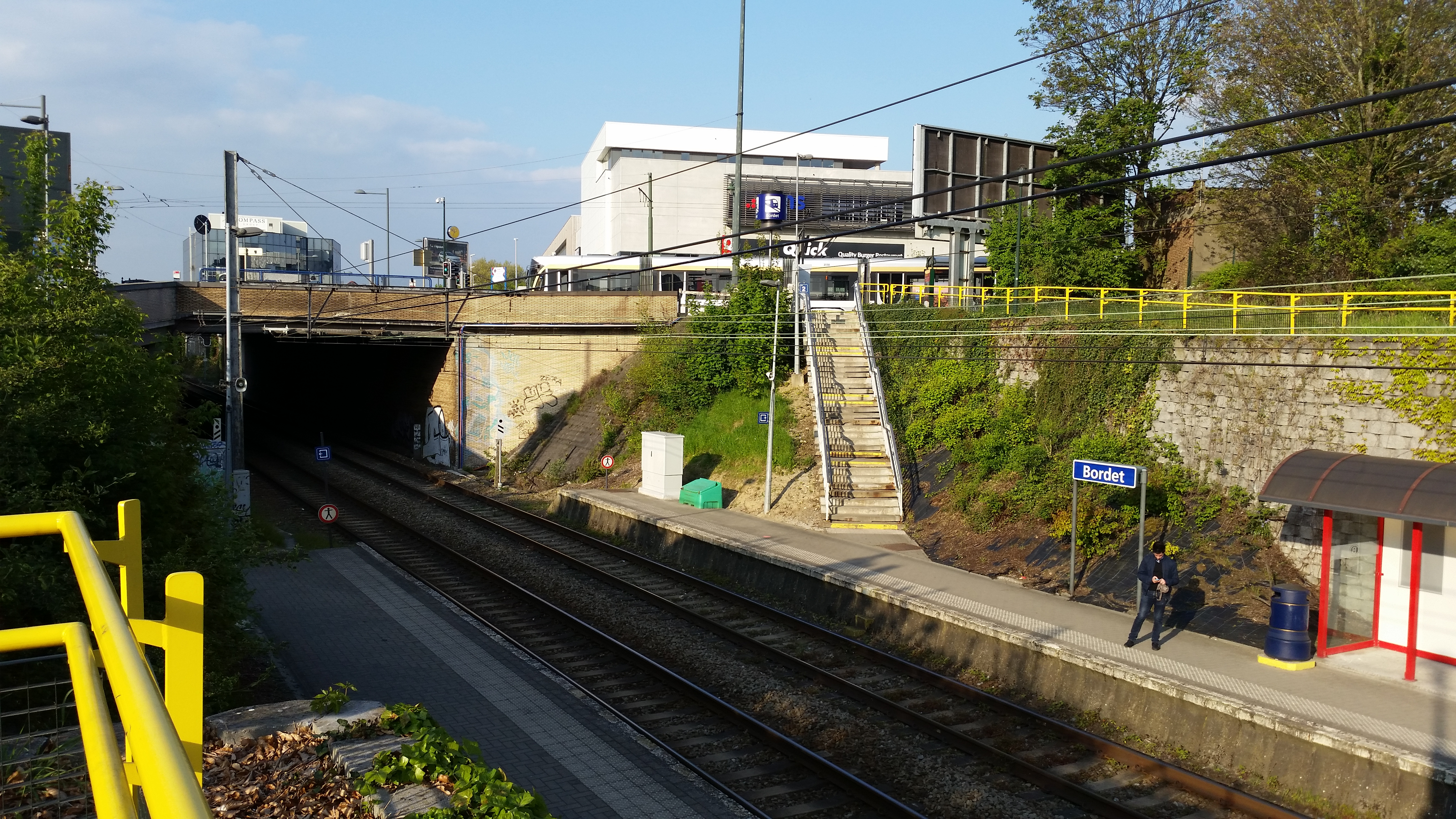
2017.